# Wolfgang Thiess
Wolfgang Thiess (* 30. Oktober 1911 in Berlin; † 9. September 1943 in Berlin-Plötzensee) war ein deutscher kommunistischer Widerstandskämpfer mit Kontakten zur Roten Kapelle.

## Leben

Klebezettel gegen die Ausstellung „Das Sowjetparadies“

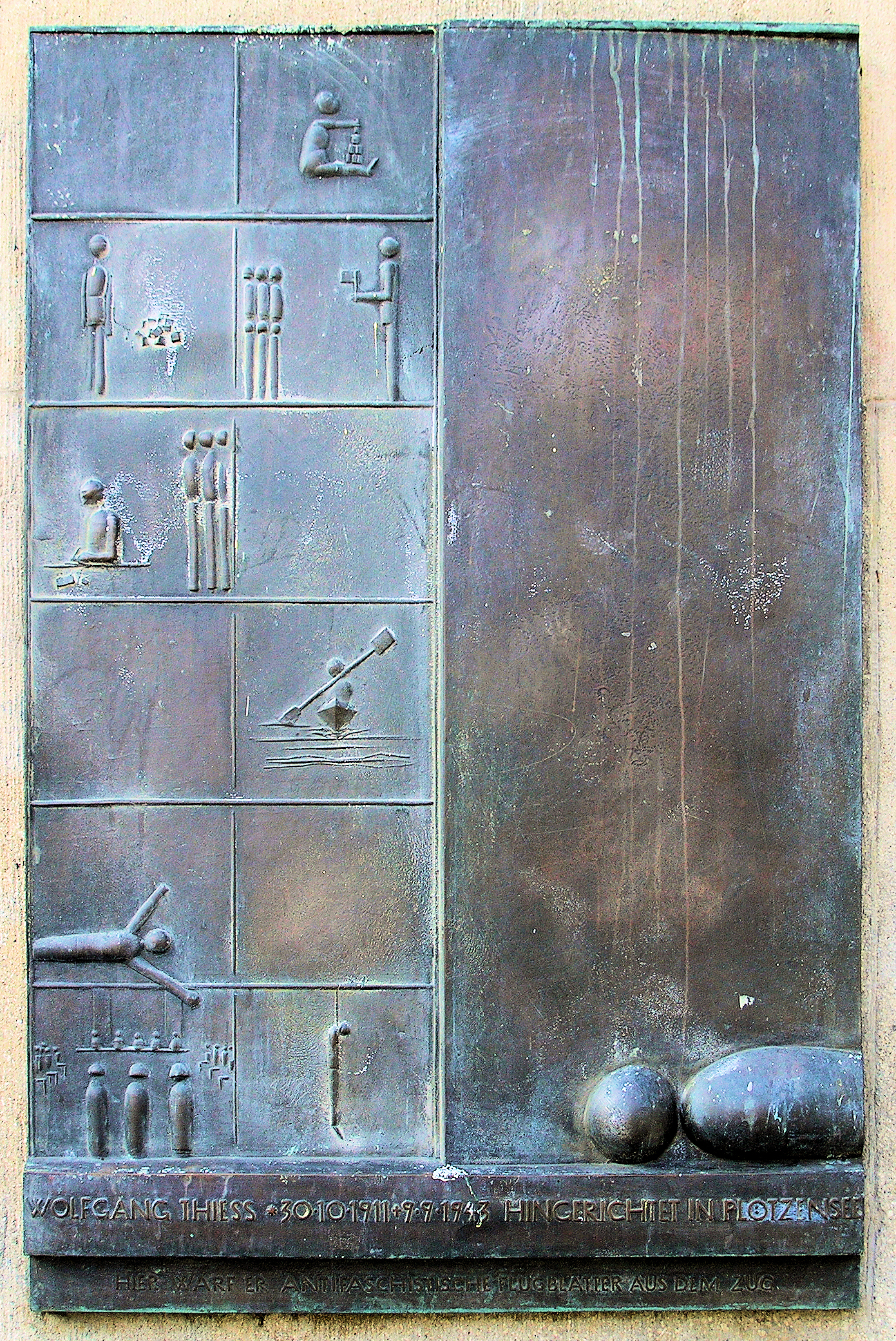
Gedenktafel in Berlin-Kreuzberg

Thiess erlernte den Beruf eines Kaufmanns. Zunächst war er Lehrlingssprecher in der Kreuzberger Hitlerjugend, bis er 1931 in einer spektakulären Aktion mit anderen Hitlerjungen zum Kommunistischen Jugendverband übertrat und seither dort aktiv mitarbeitete.
Auch nach 1933 blieb er seiner Gesinnung treu, malte Parolen an Häuserwände, entwarf Flugblätter und verteilte sie dann. So hatte er zum Beispiel 1934 mit einem Freund aus dem letzten Wagen eines Hochbahnzuges an der Kreuzung Gitschiner Straße/Mehringdamm Flugblätter abgeworfen. Beide konnten beim nächsten Halt der U-Bahn unbemerkt entkommen. 1937 wurde er jedoch festgenommen und zu zwei Jahren Zuchthaus verurteilt, die er in Luckau verbrachte.
Nach seiner Entlassung traf er seine Freunde und Genossen wieder. Sie diskutierten in illegalen Zirkeln, hörten ausländische Sender ab und knüpften Kontakte zu Hitlergegnern in Betrieben und anderen Widerstandsgruppen. Über John Sieg und Hans Coppi bekam er 1939 Kontakt zur Gruppe um Arvid Harnack und Harro Schulze-Boysen. Dabei lernte er auch Ruthild Hahne kennen, mit der er später zusammenlebte. Mitte Mai 1942 war er an der Zettelklebeaktion gegen die antisowjetische Propagandaausstellung Das Sowjet-Paradies beteiligt.
Am 21. Oktober 1942 wurde Wolfgang Thiess verhaftet und am 21. August 1943 vom 2. Senat des Volksgerichtshofes wegen „Vorbereitung zum Hochverrat“ zum Tod verurteilt. In einem letzten Brief an seine Lebensgefährtin schrieb er: „…schlaf gut, Ruthild, liebe kleine Frau und guter Kamerad.“
Wolfgang Thiess wird in der Nacht vom 9. auf den 10. September 1943 während der sogenannten Blutnächte im Strafgefängnis Plötzensee erhängt.

## Andenken
- Am U-Bahnhof Hallesches Tor, dort wo Thiess Flugblätter aus dem Zug geworfen hatte, hing seit 1988 eine von Gerhard Moritzen gestaltete Gedenktafel. Anlässlich des 100. Geburtstages von Wolfgang Thiess wurde sie gereinigt und am Eingangsbereich des U-Bahnhofs angebracht.[3]
- Ein Torpedoschnellboot der Nationalen Volksarmee war nach Wolfgang Thiess benannt.